# Pouteria elegans
Pouteria elegans là một loài thực vật có hoa trong họ Hồng xiêm. Loài này được (A.DC.) Baehni miêu tả khoa học đầu tiên năm 1942.